# Polifrasmone
Polifrasmone (in greco antico: Πολυφράσμων?, Polyphrásmōn; in latino Polyphrasmon; prima del 471 a.C.) è stato un tragediografo ateniese.

## Biografia
Figlio di Frinico, Polifrasmone, nel 467 a.C., giunse terzo alle Dionisie, dietro ad Eschilo ed Aristia. Secondo un'iscrizione, Polifrasmone fu, comunque, primo alle Dionisie del 471 a.C..

## Opere
Mise in scena una tetralogia legata, ad argomento unico, incentrata sul personaggio del re tracio Licurgo, la cosiddetta Lykourgeia, di cui non restano frammenti: essa fu, comunque, sconfitta dalla tetralogia tebana di Eschilo.